# Taps Miller
Marion Joseph 'Taps' Miller (Indianapolis, 22 juli 1915 - ?) was een Amerikaanse entertainer, trompettist en zanger.
Miller was in de jaren 30 zanger en danser in revues in New York, waaronder de show Blackbirds of 1939. Begin jaren 40 was hij emcee in Kelly's Stables, slagwerker in Clark Monroe's Uptown House, tevens zong hij in 1942 op een plaat van Count Basie. In 1944 zette hij zich in voor de USO als sideman voor Alberta Hunter. Na de oorlog keerde hij terug naar New York, waar hij weer samenwerkte met Basie. In 1953 werd hij lid van de band van Mezz Mezzrow en toerde daarmee ook in Europa. Tijdens die toer maakte hij in België als leider opnames, met Buck Clayton en Kansas Fields. In Parijs speelde hij met Raymond Fonseque. Hij woonde na de tour een tijd in Frankrijk. Over zijn latere leven is niets bekend.